# Gian Maria Gabbiani
Gian Maria Gabbiani, né le 5 novembre 1978 à Castelfranco Veneto, est un pilote automobile italien. Il est le fils du pilote de Formule 1 Beppe Gabbiani.

## Carrière
En mars 2013, étant est passionné de conduite de bateau, de moto et de voiture, il annonce qu'il aimerait un jour participer au Tourist Trophy de l'île de Man,.
En 2016, il pilote en NASCAR Whelen Euro Series,.
En avril 2017, il est annoncé pour piloter la Mercedes-AMG GT3 de HTP Motorspsort pour la manche de Monza des Blancpain GT Series Endurance Cup. Il termine la course à la dix-huitième place du classement général.
Il organise également des cours de sensibilisation à la sécurité routière pour les jeunes.
Fin juillet 2017, il est annoncé pour participer au Milano Rally Show au volant d'une Peugeot 208 R5,.